# Das Wochenendliebchen
Das Wochenendliebchen ist eine US-amerikanische Stummfilmkomödie aus dem Jahr 1927 von E. Mason Hopper mit Marie Prevost und Harrison Ford in den Hauptrollen. Der Film wurde von der Metropolitan Pictures Corporation of California produziert.

## Handlung
Cynthia Stocktons Sportwagen kollidiert auf einer Einbahnstraße mit dem Auto von Stanley Warrington, einem Autor und Frauenhasser. Er weigert sich, ihren ungestümen Forderungen nach Schadenersatz nachzukommen. Cynthia bemächtigt sich des Lastwagens eines Milchmanns und macht sich schließlich auf den Weg nach Hause. Sie ist mit Addison Walsh verlobt und findet ihn kurz vor der Hochzeit in den Armen ihrer Schwester Renée. Desillusioniert wandert sie zu Warringtons Haus und schläft in einem leeren Zimmer. Entsetzt fleht Warrington sie an, nach Hause zurückzukehren, doch sie weigert sich. Als sie von Cynthias Vater unterbrochen werden, besteht sie darauf, dass sie und Warrington gerade geheiratet hätten. Komplikationen treten auf, als Stockton vorschlägt, das Paar auf eine Hochzeitsreise zu schicken. Als 
ihr Dampfschiff den Hafen verlässt, kommt es zu einer Einigung und das Paar wird vom Kapitän getraut.

## Veröffentlichung
Die Premiere des Films fand am 28. März 1927 in New York statt. 1928 kam er im Deutschen Reich und in Österreich, hier unter dem Titel Die Braut für eine Nacht, in die Kinos.